# Jakub Kopowski

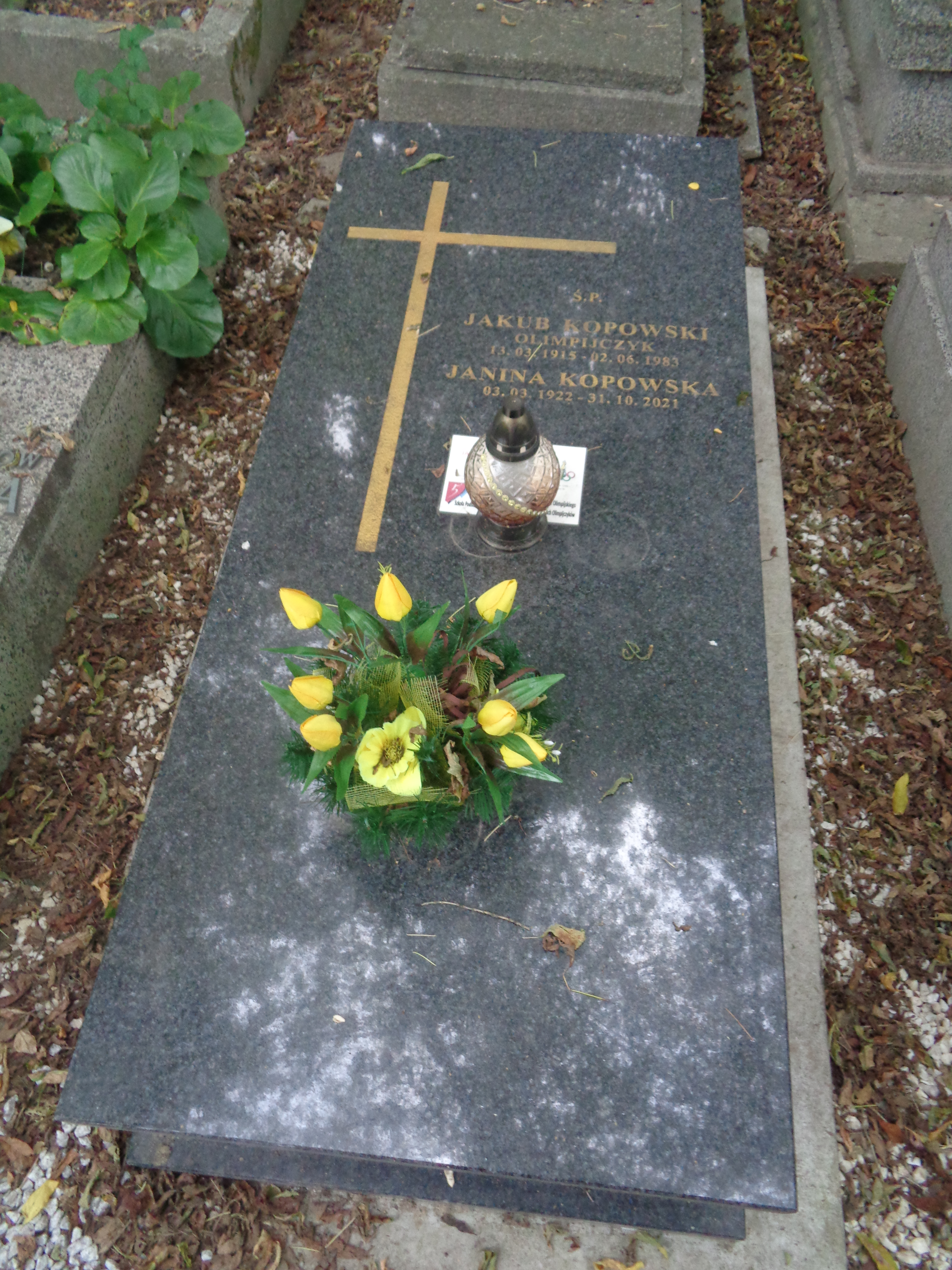
Grób Jakuba Kopowskiego na cmentarzu Rakowickim

Jakub Jakub Kopowski (ur. 13 marca 1915 w Krakowie, zm. 2 czerwca 1983 tamże) – polski koszykarz, olimpijczyk z Berlina (1936).
Kiedy był w szkole średniej zaczął grac w koszykówkę pod pseudonimem Miodoński. Zawodnik klubu sportowego Cracovia, z którym w 1938 roku zdobył mistrzostwo Polski. 6 razy wystąpił w reprezentacji Polski.
Na igrzyskach olimpijskich w 1936 roku zajął wraz z drużyną 4. miejsce. Po zakończeniu kariery sportowej został trenerem. Był żonaty z Janiną Wandą Filipowską.
Został pochowany na cmentarzu Rakowickim w Krakowie (kw. LXXII-2-17).

## Osiągnięcia

### Drużynowe
- Mistrz Polski (1938)
- Brązowy medalista mistrzostw Polski (1931, 1932, 1935, 1937)

### Reprezentacja
- Uczestnik igrzysk olimpijskich (1936 – 4. miejsce)[2][3][4]